# Lester Cockney
Pour les articles homonymes, voir Cockney (homonymie).
Lester Cockney est un personnage et une série de bande dessinée, créés par Franz en 1980 pour le Journal de Tintin et pour Super Tintin. Cette série paraît ensuite en onze albums au Lombard, de 1982 à 2005. Elle conte l'histoire d'un Irlandais anticonformiste, enrôlé de force pour guerroyer en Afghanistan, puis baroudeur en compagnie de deux jeunes femmes, une Hongroise et une Indienne. Pour Patrick Gaumer, c'est une des meilleures sagas réalistes de Tintin.

## La trame
Lester Cockney est un Irlandais qui se trouve rapidement confronté à la stupidité militaire. Ayant accidentellement tué un officier anglais, il tente de fuir. Il est enrôlé de force dans l'armée britannique pour participer à la guerre entre colons britanniques et nationalistes afghans, dans la première moitié du XIXe siècle. Il y vit des aventures à rebondissements, rencontre à Kaboul Emma Pebbleton, une Anglaise. Ensuite en Inde, il sauve une aristocrate hongroise, la comtesse Ilona von Horva'th-Pa'lvi et une belle indienne à fort tempérament, Taranna,. La comtesse von Horva'th-Pa'lvi voulant retourner à Pécs en Hongrie, Lester Cockney part vers la Hongrie avec les deux femmes, non sans difficultés,.

## Les personnages
Le héros principal, Lester Cockney, est un Irlandais roux. Indiscipliné, de caractère irascible, il est résolument anticonformiste.
Les autres personnages sont surtout les trois femmes qu'il rencontre successivement : Emma Pebbleton, une Anglaise qu'il rencontre à Kaboul ; la comtesse Ilona von Horvath-Palfi, dame hongroise qu'il sauve et qui veut retourner chez elle à Pécs ; et Taranna, une Indienne au caractère volcanique,.

## Historique de la série
Franz admire les chevaux, et son héros Lester Cockney porte le même prénom que le célèbre jockey Lester Piggott. Ce nom de Lester Cockney est d'ailleurs déjà utilisé par Franz dans Opération « Centaures », une histoire hippique scénarisée par André-Paul Duchâteau et parue dans Tintin en 1974.
La lecture d'un livre sur les guerres anglo-afghanes donne à Franz l'idée de son personnage. La série paraît d'abord à partir de 1980 dans le Journal de Tintin et dans Super Tintin. Elle est publiée ensuite en albums à partir de 1982 aux Éditions du Lombard.
Franz publie aussi, en 1994 et 1996, deux volumes retraçant la jeunesse de Lester Cockney, Irish Melody et Shamrock Song. Il meurt en 2003, ce qui interrompt la série au moment où l'éditeur venait d'en annoncer la suite.

## Jugements sur l'auteur et la série
Franz Drappier, dit Franz, a 32 ans lorsqu'il commence cette série. Pour la première fois, il réalise à la fois le texte et les dessins, ce qui fait de 1979, année du début de la série, une étape importante de sa carrière d'auteur.
Patrick Gaumer le considère comme un des dessinateurs les plus talentueux, et comme un « scénariste hors pair ». Il ajoute que Franz réalise avec cette série une des meilleures épopées réalistes du Journal de Tintin, et qu'il peut y donner libre cours à son goût des grands espaces, exploitant au mieux son « imagination fertile » pour une « succession d'aventures plaisantes et tumultueuses ».
Pour Henri Filippini, Franz est un dessinateur chevronné qui prouve, pour ses débuts de scénariste, qu'il sait aussi écrire des histoires de qualité, avec soin et imagination. Il montre son dynamisme et son humour, et met en scène « des mondes fascinants et colorés ».

## Albums
La série initiale comporte neuf albums :
1. Les Fous de Kaboul, Le Lombard, 1982, 46 planches  (ISBN 2-8036-0035-8) ;
2. La neige était crissante, Le Lombard, 1983, 46 pl.  (ISBN 2-8036-0385-3) ;
3. Une Hongroise au Pendjab, Le Lombard, 1984, 46 pl.  (ISBN 2-8036-0450-7) ;
4. « Je veux retourner à Pecs ! », Le Lombard, 1985, 46 pl.  (ISBN 2-8036-0485-X) ;
5. Le Roi des Dalmates, Le Lombard, 1987, 46 pl.  (ISBN 2-8036-0613-5) ;
6. Les Conjurés du Danube, Le Lombard, 1987, 46 pl.  (ISBN 2-8036-0641-0) ;
7. La Déchirure, Le Lombard, 1993, 46 pl.  (ISBN 2-8036-0979-7) ;
8. Oregon Trail, Le Lombard, 2005, 46 pl.  (ISBN 2-8036-1502-9) ;
9. Mise au poing, Le Lombard, 2005, 46 pl.  (ISBN 2-8036-1774-9).

Une seconde série, lancée en parallèle, raconte la jeunesse du héros :
1. Irish Melody, Le Lombard, 1994, 62 planches  (ISBN 2-8036-1082-5) ;
2. Shamrock Song, Le Lombard, 1996, 62 planches  (ISBN 2-8036-1150-3).

Plusieurs albums d'intégrale sont publiés ensuite, en 2007 et en 2008.